# Emilie Bieberová
Emilie Bieberová (nepřechýleně Emilie Bieber; 6. října 1810, Hamburk – 5. května 1884, tamtéž) byla průkopnická německá fotografka, která v Hamburku otevřela vlastní studio již v roce 1852.

## Životopis
Dne 16. září 1852, Bieberová otevřela daguerrotypové studio na adrese Großen Bäckerstraße čp. 26 v Hamburku v době, kdy fotografii praktikovali téměř výhradně muži. Výsledkem bylo, že byla jednou z prvních profesionálních fotografek v Německu. Zpočátku její podnikání nešlo dobře. Právě když se chystala studio prodat, dostala podporu od věštkyně, která před jejím ateliérem viděla „čekat mnoho kočárů“. Díky tomuto povzbuzení se stala úspěšnou portrétní fotografkou se specializací na ručně kolorované portréty. V roce 1872 ji jmenoval pruský princ Friedrich Karel svou dvorní fotografkou. Poté, co přestěhovala své studio na adresu Neuer Jungfernstieg čp. 20, převedla své podnikání na svého synovce Leonarda Biebera (1841–1931), který podnik úspěšně řídil od roku 1885 a v roce 1892 otevřel pobočku v Berlíně.

## Galerie

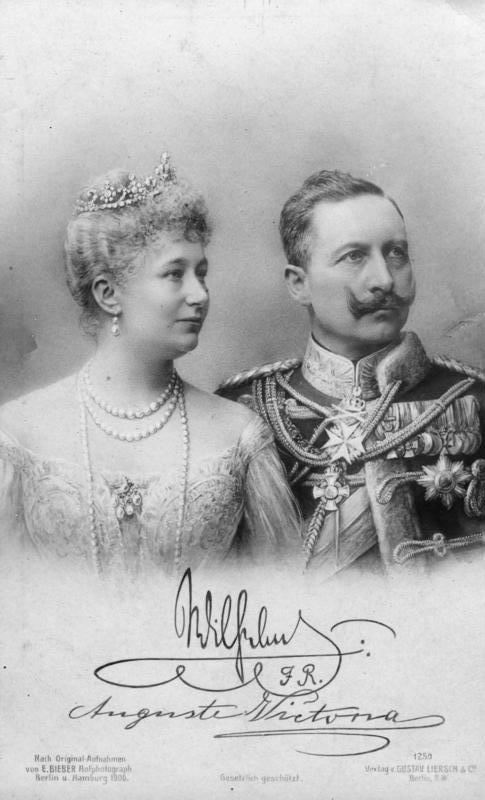
Císařovna Auguste Victoria, císař Wilhelm II
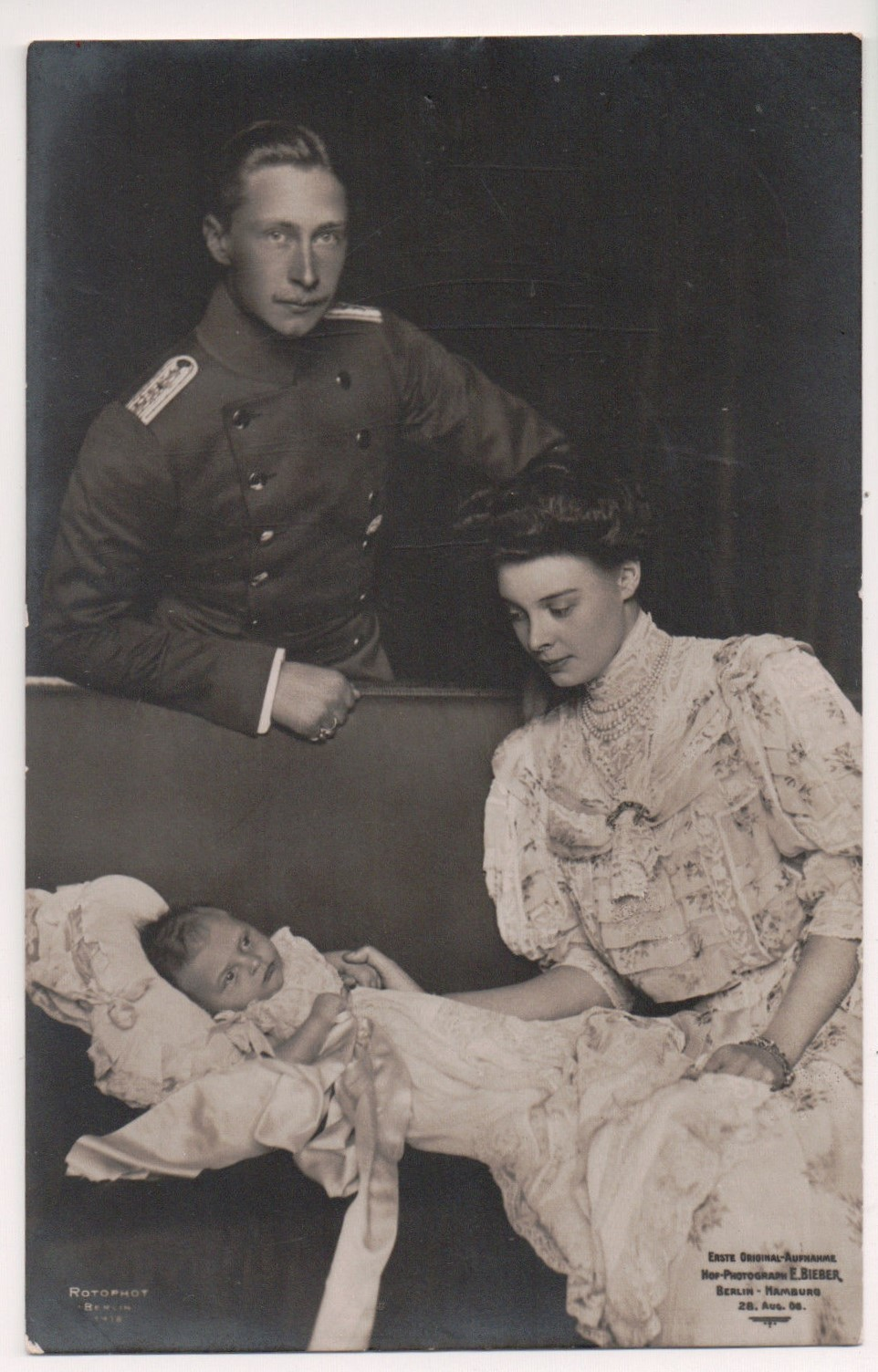
Korunní princ Wilhelm & korunní princezna Cecilie se synem Wilhelmem, 1906
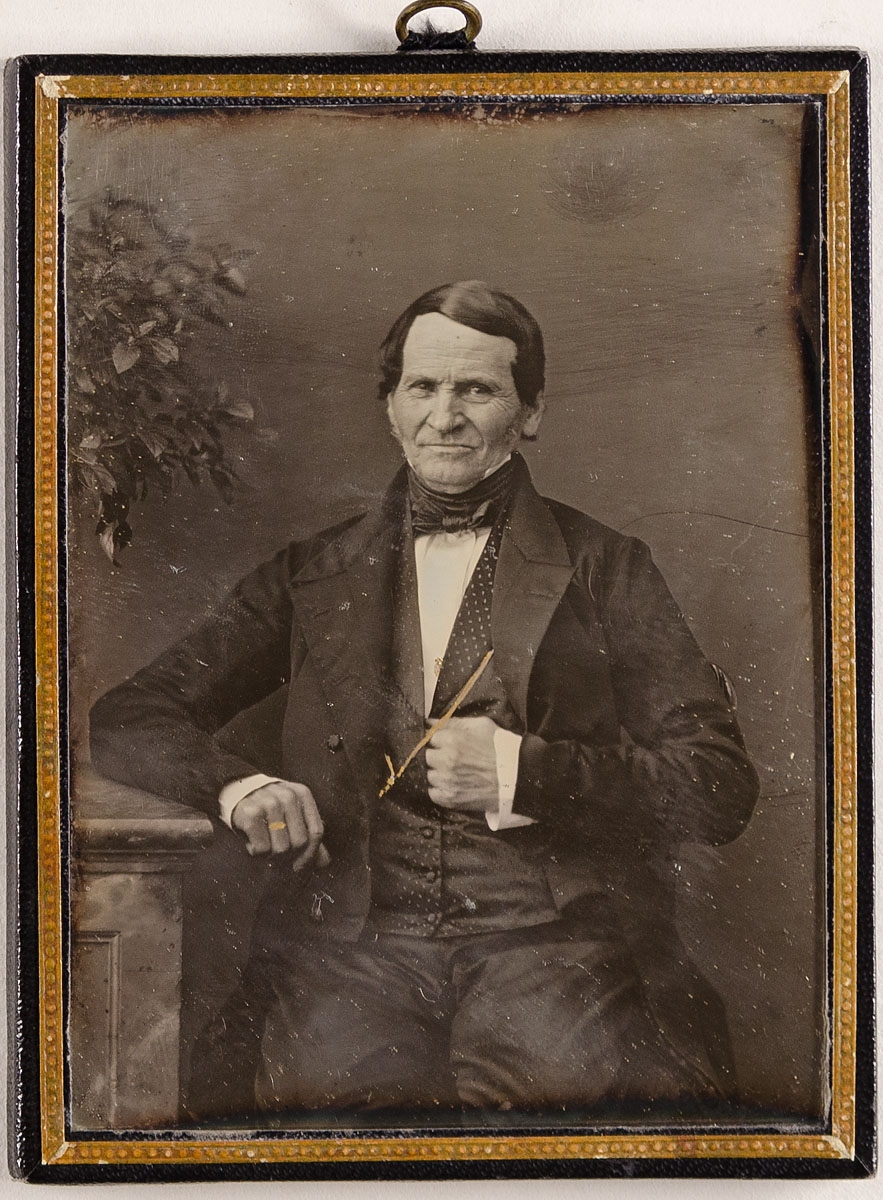
Daguerreotypie, 1856
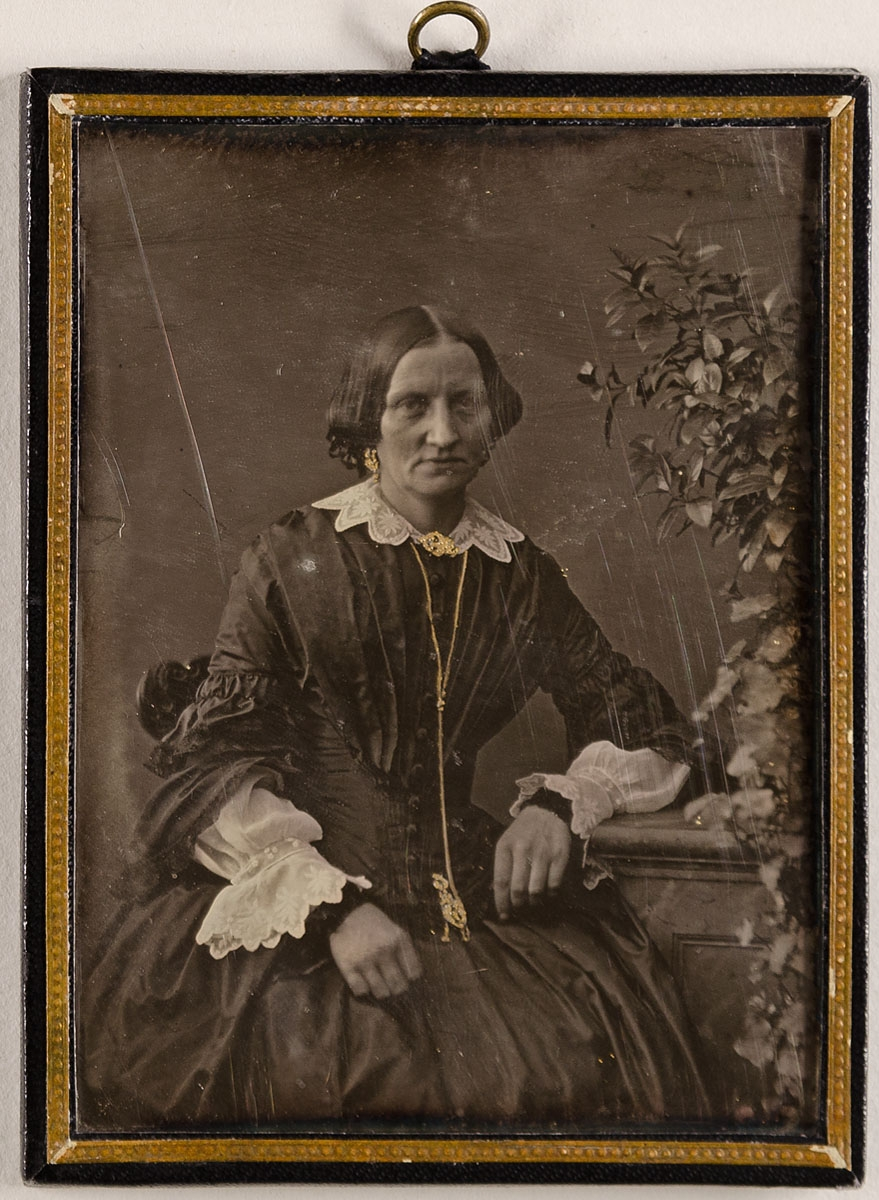
Daguerreotypie, 1856
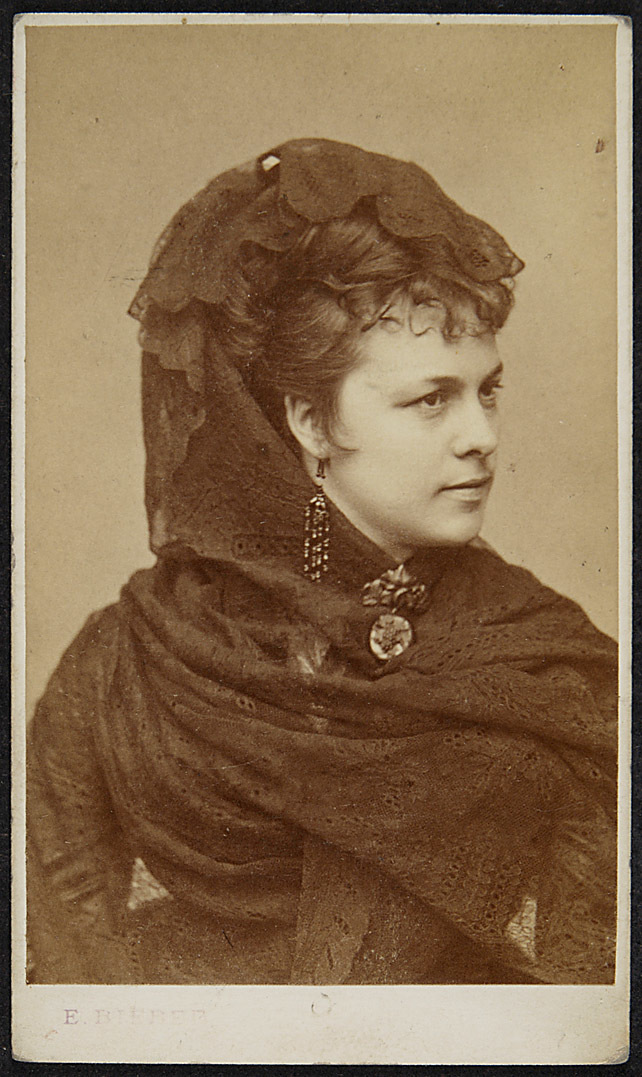
Clara Zieglerová
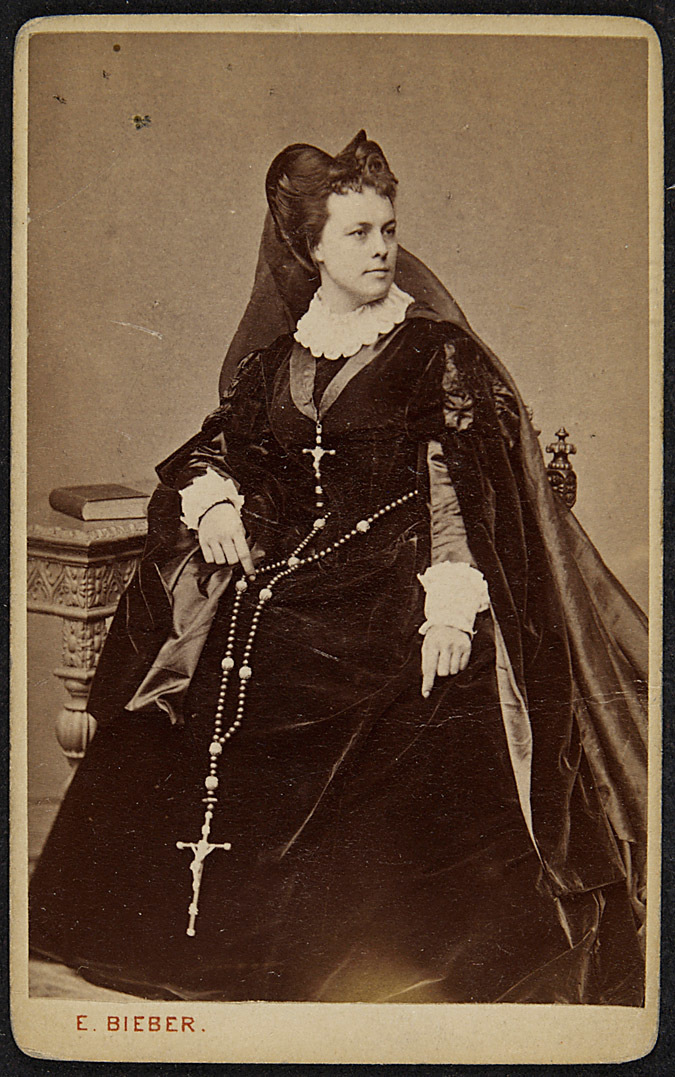
Clara Zieglerová
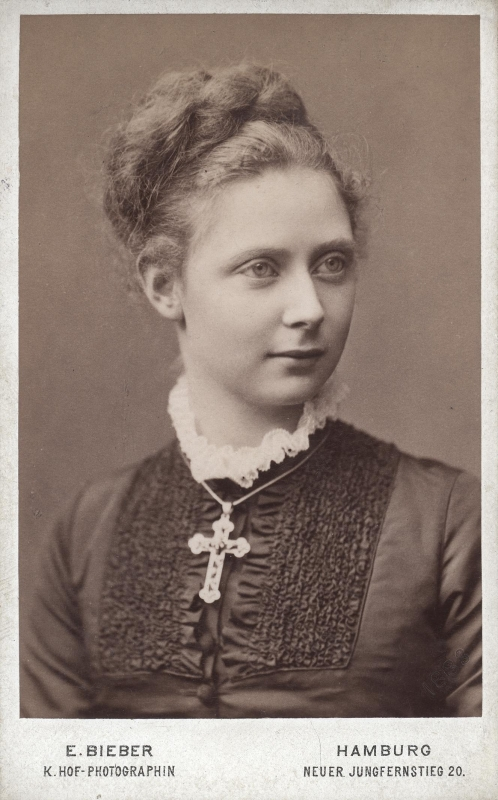
Marie von Badenová (1865–1939), 1883
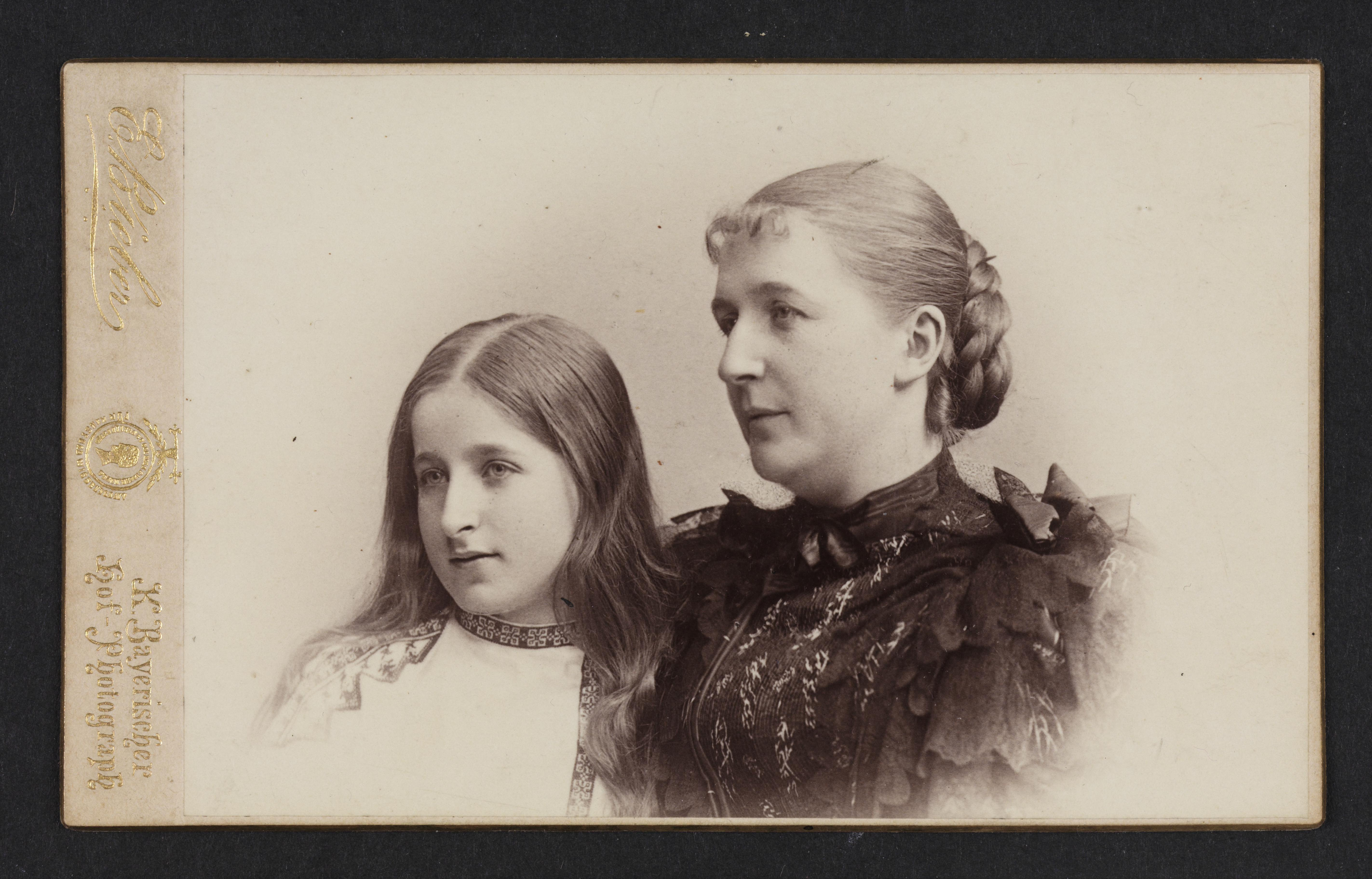
Fru Hallerová s dcerou
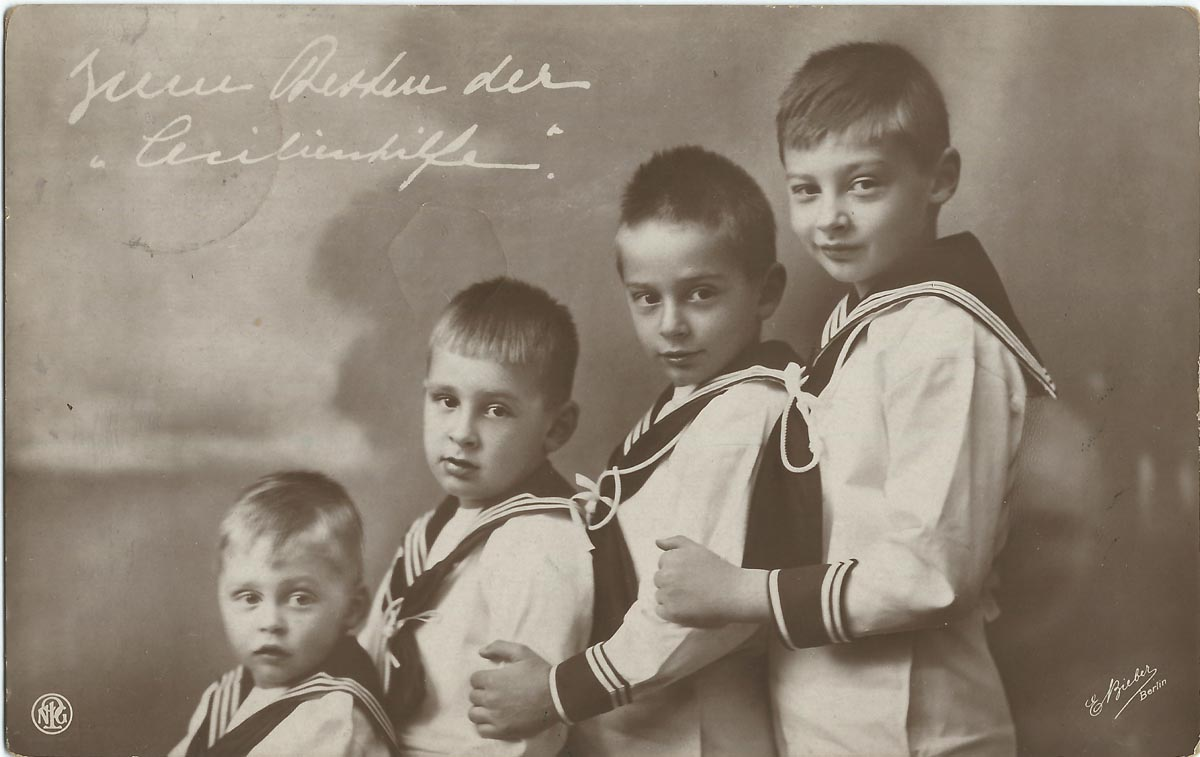
Pohlednice zobrazující 4 syny korunního prince Wilhelma von Preußen a Cecilie Mecklenburské: Wilhelm von Preußen, Louis Ferdinand von Preußen, Hubertus von Preußen a Friedrich von Preußen, 1914
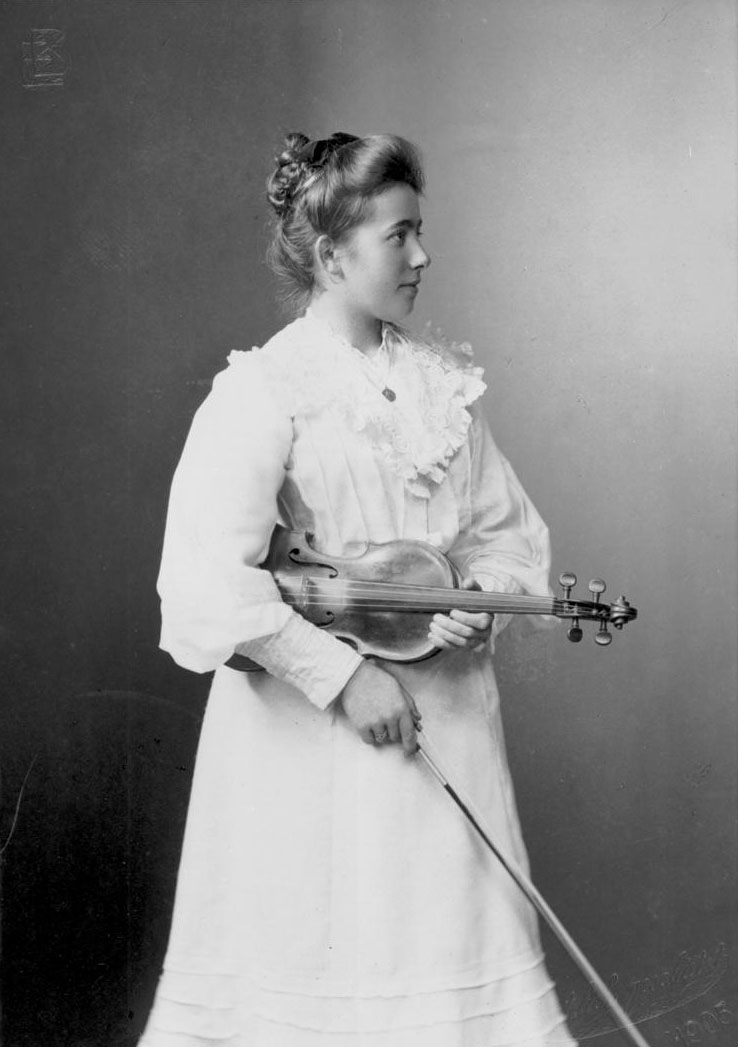
Pálma von Pásztory, 1905
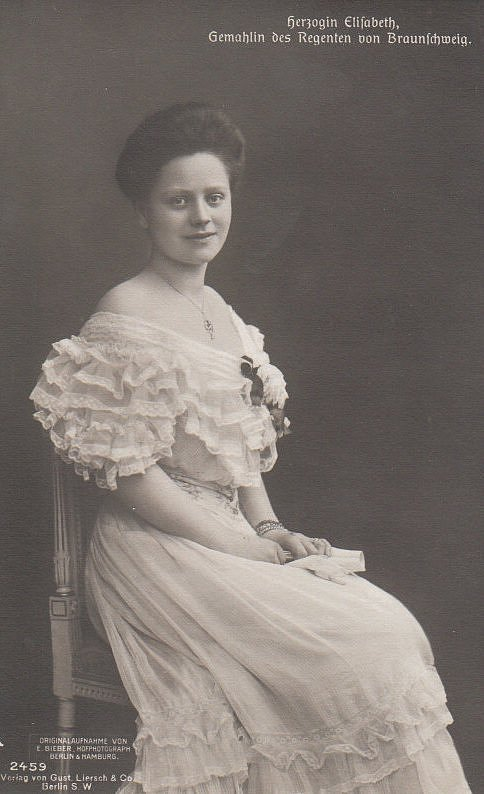
Princezna Alžběta ze Stolberg-Rossla
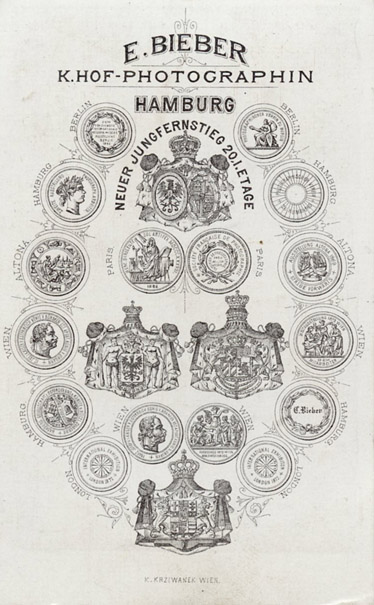
Rub fotografické vizitky z ateliéru Emilie Bieberové kolem roku 1875, grafiku navrhl Karl Krziwanek